# Cida Diogo
Maria Aparecida Diogo Braga (Volta Redonda, 20 de janeiro de 1958) é uma médica e política brasileira, filiada ao Partido dos Trabalhadores.
Formou-se em Medicina pela Fundação Oswaldo Aranha, em Volta Redonda.
Foi vice-prefeita de Volta Redonda (1997-1999) e deputada estadual (1999-2007). Em 2004, foi candidata a prefeita de Volta Redonda, ficando em terceiro lugar. Em 2006, foi eleita deputada federal, com 70.540 votos. Em 2007, ganhou as manchetes dos principais jornais do país após bate-boca com o deputado Clodovil que a chamou de feia.
Nas eleições municipais de 2008 torna a disputar a prefeitura de Volta Redonda, pelo PT, com o ex-prefeito Antônio Francisco Neto, do PMDB, Zoinho, do PTdoB, Washington Granato, do PDT, e Dodora, do PSOL, tendo ocupado a terceira colocação no pleito, vencido por Antônio Francisco Neto, ainda no primeiro turno. Obteve 11% dos votos válidos.
Em 2010, tentou uma vaga na Alerj, novamente pelo PT, mas não foi eleita, com 23.534 votos. A candidata foi presa no dia das eleições, acusada de fazer boca de urna. Em janeiro  2013, devido a eleição do deputado estadual Rodrigo Neves (PT) para o cargo de Prefeito de Niterói, assumiu a função de deputada estadual do Rio de Janeiro.